# Aporosa misimana
Aporosa misimana là một loài thực vật có hoa trong họ Diệp hạ châu. Loài này được Airy Shaw ex Schot mô tả khoa học đầu tiên năm 1995.